# 人間無骨
人間無骨（にんげんむこつ）は、室町時代に作られたとされる槍（十文字槍）である。鬼武藏の異名で知られる森長可（森蘭丸の実兄）が所持していたことで知られており、現在は個人所蔵。

## 概要

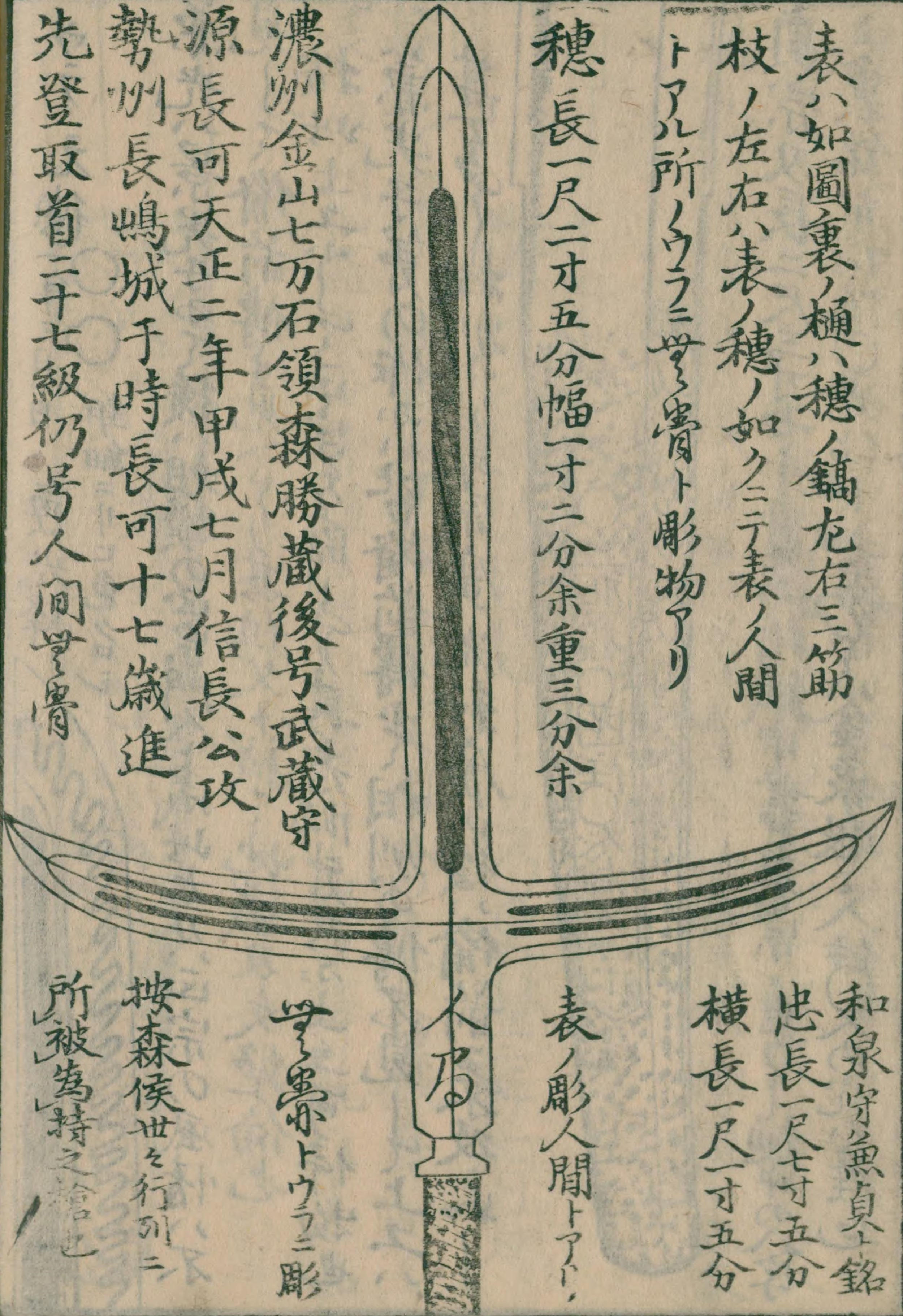
鎌田魚妙『本朝鍛冶考 巻之十八』掲載の人間無骨

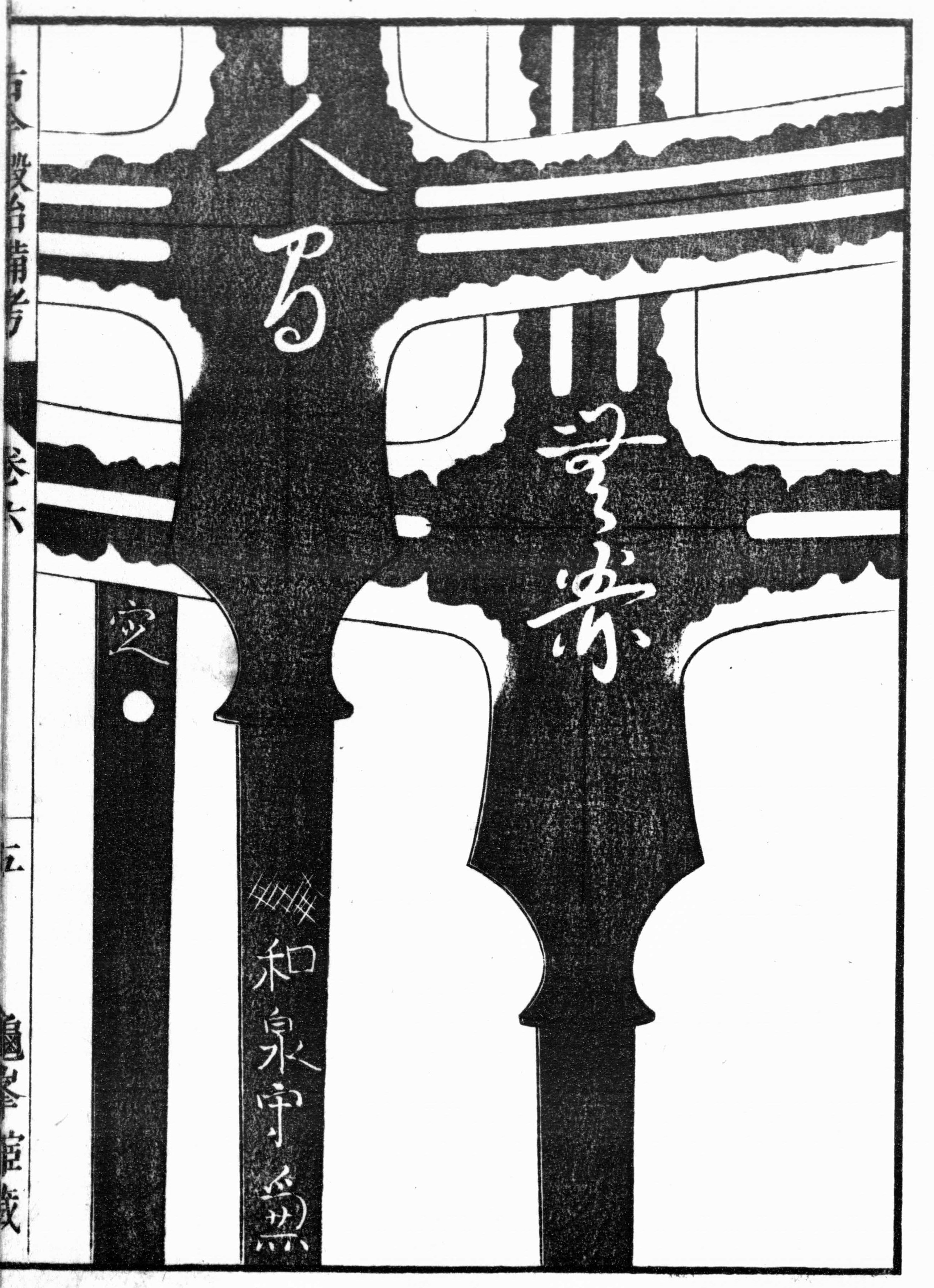
山田吉睦『古今鍛冶備考』掲載の人間無骨

室町時代末期に二代目関兼定によって作られた十文字槍である。二代目関兼定は美濃国関を代表する刀工と知られており、「関の孫六」で有名な孫六兼元（二代目兼元）と並んで末関（すえせき、応仁の乱以降に美濃国関にて作られた刀）の双璧と謳われる。また、1511年（永正8年）には当時の刀工としては異例ながら「和泉守」を受領したことから和泉守兼定とも呼ばれている。また、銘を切る際に「定」のウ冠の下を「之」と切ったため、之定（のさだ）とも呼ばれる。之定作刀の日本刀は切れ味がたいへん良いことから多くの武将達に好まれており、愛用していた武将としては柴田勝家や池田恒興、武田信玄の父である武田信虎、歌仙兼定を所持していた細川忠興などがある。
人間無骨の名前の由来は明らかではないが、歴史学者の小和田泰経は、人間の骨が無いに等しいほど突き通すことができる比喩ではないかとしている。本作を所持していた森長可は織田信長の配下として武勇に優れた人物として知られており、受領名である武蔵守に因んで鬼武藏と称されていた。長可が用いていた槍には、表に「人間」、裏には「無骨」と彫られていたとされている。1574年（天正2年）7月に行われた伊勢国での長島一向一揆では、本作を用いて弱冠17歳にも関わらず首級を27首も挙げる軍功を遺したとされている。この槍にはその後、長可は1584年（天正12年）に勃発した小牧・長久手の戦いにて狙撃されて死去したことにより、家督を継いだ森忠政の手に渡った。
後に忠政の系譜は播磨赤穂藩主となったため玄関に本作が掲げられるようになり、大名行列の際には本作が一番道具として用いられた。時代が下ると一番道具には本作の写しを用いるようになり、本作は赤穂城へ保管されるようになった。明治維新以降も森家に伝来し、1940年（昭和15年）に遊就館で開催された「紀元二千六百年奉祝名宝日本刀展覧会」には、子爵森俊成の所有名義にて本作が出展されている。

## 作風

### 刀身
元幅は3.6センチメートル（一寸二分）であり、元重（刃の下部の厚さ）は0.9センチメートル（三分）ある。切先（きっさき、刀を先端部分）は十文字であり、いずれも両刃である。表に「人間」、裏には「無骨」と彫られていたとされている。

## 同名の刀

### 織田信長由来の長船清光
室町時代に備前国にて活躍した長船清光の刀でも同じ名称のものがある。これは、ある日織田信長が罪人で刀を切れ味を試めそうと家臣が差していた本作を用いて罪人を切ったところ、その人間が骨無きが如く切れ味が良かったことから、信長は「人間無骨」と名付けて本作を召し上げ差料として用いていたとされる。後には信長の子孫（信長の孫である信良の系譜）にあたる出羽天童藩に伝来しており、幕末には奥州盛岡藩士である小松原甚左衛門が拝見したという記録が残っている。

### 権少将氏貞の作品
室町時代末期に活躍していた関鍛冶の刀工である権少将氏貞が作刀した脇差に同名の刀がある。平造りの脇差である本作には、指表（さしおもて）に剣巻き龍が彫られており、指裏（さしうら）に「人間無骨」と彫られていることからその名がある。氏貞は元々他の関鍛冶と同じく美濃国関（岐阜県関市）であったが、後に尾張に移住している。